# Chiesa Madre
Als Chiesa Madre oder Chiesa matrice (von lat. ecclesia mater, Mutterkirche) wird in Italien die Hauptkirche eines Ortes bezeichnet. Gelegentlich wird besonders in den größeren Orten dafür auch die Bezeichnung „Duomo“ (Dom) verwendet, auch wenn es sich nicht um eine aktuelle oder ehemalige Bischofskirche handelt.
Diese Hauptkirchen haben ihr eigenes Patrozinium, das aber im allgemeinen Sprachgebrauch meist weggelassen oder nur teilweise verwendet wird. So wird z. B. Santa Maria Annunciata in Erice meist einfach als Chiesa Madre oder Duomo dell’Annunziata bezeichnet, Maria Santissima della Visitazione in Enna auch als Duomo di Enna.
In Bischofsstädten ist die Kathedrale die Chiesa matrice.